# Osiedle Unii Europejskiej (Koszalin)
Osiedle Unii Europejskiej – osiedle w północnej części Koszalina, posiada funkcje typowo mieszkaniowe.
Funkcje mieszkaniowe dla tego rejonu planowano od lat 80. XX wieku, początkowo używano nazwy Osiedle Przylesie II. Intensywna zabudowa nastąpiła po 2005 roku, kiedy to na terenach osiedla rozpoczęto budowę bloków Towarzystwa Budownictwa Społecznego i zabudowy jednorodzinnej.